# 海鸬鹚
海鸬鹚（学名：Phalacrocorax pelagicus）为鸬鹚科鸬鹚属的鸟类，俗名乌鹈。

## 特征
体长约0.7米；身体羽毛为黑色，带有紫色光泽，生殖期头上生两冠状羽毛；绿色眼睛，裸出的面部和喉部棕褐色，蹼为紫色。

## 分布
分布于太平洋北部及西伯利亚东部沿海一带，包括勘察加半岛。为海鸟，活动于隐蔽的沿岸的海水海湾及河口、亦在宽阔的大海中以及营巢于海边峭壁或岩穴间。该物种的模式产地在西伯利亚东部勘察加半岛。

## 保护
- 中国国家重点保护动物等级：二级

## 亚种
海鸬鹚包括以下亚种
- 海鸬鹚指名亚种（学名： Pallas, 1811）。在中国大陆，分布于黑龙江、辽宁、河北为旅鸟、冬时南迁沿海一带至福建海岸、广东等地。[4]
- 